# Славгород (Сумская область)
Славгород (укр. Славгород) — село,
Славгородский сельский совет,
Краснопольский район,
Сумская область,
Украина.
Код КОАТУУ — 5922386401. Население по переписи 2001 года составляло 917 человек.
Является административным центром Славгородского сельского совета, в который, кроме того, входят сёла
Верхняя Пожня и
Порозок.

## Географическое положение
Село Славгород находится на левом берегу реки Пожня в месте впадения в неё реки Корова,
выше по течению на расстоянии в 2,5 км расположено село Мезеновка,
ниже по течению на расстоянии в 1 км расположено село Порозок,
на противоположном берегу — село Верхняя Пожня.
Через село проходит автомобильная дорога Т-1901.

## История
В середине XIX века селом владел князь Василий Петрович Голицын, здесь же и умерший.

## Экономика
- Молочно-товарная и свино-товарная фермы.
- ООО «Славгород»

## Объекты социальной сферы
- Школа

## Известные люди
- Хиценко, Иван Иванович (1922—1945) — участник Великой Отечественной войны, командир танка ИС-2 30-й гвардейской тяжёлой танковой бригады, гвардии лейтенант, Герой Советского Союза[2].
- Веригин Анатолий Александрович (17.02.1965 — 29.01.1985) — рядовой, механик-водитель БМП, В Респ. Афганистан с октября 1983 г. Посмертно награждён за мужество и отвагу медалью «За боевые заслуги» и орд. Красной Звезды. Броней своей машины он прикрыл подбитую БМП и под сильным огнем начал выносить раненых из горящей машины. Сам был смертельно ранен. Похоронен в с. Славгород. Его именем названы улица родного села и колхозное поле[3].